# Oblivion – The Black Hole
Oblivion – The Black Hole im  Gardaland (Castelnuovo del Garda, Verona, Italien) ist eine bodenlose Stahlachterbahn vom Modell Dive Coaster des Schweizer Herstellers Bolliger & Mabillard, die am 28. März 2015 eröffnet wurde. Die 566 m lange Strecke erreicht eine Höhe von 42,5 m und besitzt einen Immelmann sowie eine 270°-Helix und eine Heartline-Roll. Oblivion, der einzige Dive Coaster Italiens, besitzt drei Züge mit sechs Sitzen in einer der drei Reihen.

## Fahrt
Nachdem die hydraulischen Plattformen und Zäune zum Einsteigen zur Seite geklappt wurden, verlässt der Zug die Station direkt in den 42,5 Meter hohen Lifthill. Nach einer Linkskurve gelangt man in eine Haltebremse, die zuerst den Zug langsam über den First Drop führt, ihn ca. drei Sekunden in der Neigung anhält und schließlich frei lässt. Am Ende des 87 Grad steilen First Drop, der am unteren Teil in einen Tunnel führt, erreicht der Zug seine Maximalgeschwindigkeit. Es schließt sich als Wende ein Immelmann an. Nach einer Senke folgt ein kleiner Airtime-Hügel, der in der 270°-Helix, die gegen den Uhrzeigersinn verläuft, endet. An diese Elementkombination schließt sich als Neuheit für einen Dive-Coaster eine Heartline-Roll an. Nach einer Rechtskurve fährt der Zug in die Schlussbremse ein. Nach einer weiteren 180-Grad-Rechtskurve gelangt der stark verlangsamte Zug zurück in die Station.

## Technik

### Schiene
Die aus Stahl gefertigte Schienenstrecke ist 566 Meter lang, der Lifthill ist ca. 42,5 Meter hoch. Die Schienen und Stützen sind weiß. Durch die im Vergleich mit anderen Dive Coastern wie SheiKra oder Griffon kleineren Züge war es wie bei Krake im Heide Park Resort möglich, die Standardschienen von Bolliger & Mabillard für einen Dive Coaster zu verwenden.

### Züge
Oblivion besitzt drei identische aus Stahl und Fiberglas gefertigte Züge. Jeder Zug besteht aus drei Wagen mit je sechs Sitzen für 18 Fahrgäste pro Zug. Jeder einzelne schwarze Sitz hat einen orangen Schulterbügel als Rückhaltesystem. Bei den  hinteren Sitzreihen sind im Vergleich zu den vorderen für die bessere Sicht die Sitzpositionen um ca. 30 Zentimeter erhöht; dadurch sind die Reihen treppenförmig angeordnet. Unter den Zügen befindet sich außerdem eine Rückrollsicherung, die im Falle eines Kettenbruchs des Kettenlifts das Zurückrollen des Zuges verhindern soll. Zusätzlich gibt es unter den Zügen noch eine Vorrichtung für die Haltebremse.